# Liste der Baudenkmale in Goslar - Schwiecheldtstraße
In der Liste der Baudenkmale in Goslar - Schwiecheldtstraße sind alle Baudenkmale in der Schwiecheldtstraße der niedersächsischen Gemeinde Goslar aufgelistet. Die Quelle der Baudenkmale ist der Denkmalatlas Niedersachsen. Der Stand der Liste ist der 17. Oktober 2022.

## Allgemein
In den Spalten befinden sich folgende Informationen:
- Lage: die Adresse des Baudenkmales und die geographischen Koordinaten. Kartenansicht, um Koordinaten zu setzen. In der Kartenansicht sind Baudenkmale ohne Koordinaten mit einem roten Marker dargestellt und können in der Karte gesetzt werden. Baudenkmale ohne Bild sind mit einem blauen Marker gekennzeichnet, Baudenkmale mit Bild mit einem grünen Marker.
- Bezeichnung: Bezeichnung des Baudenkmales
- Beschreibung: die Beschreibung des Baudenkmales. Unter § 3 Abs. 2 NDSchG werden Einzeldenkmale und unter § 3 Abs. 3 NDSchG Gruppen baulicher Anlagen und deren Bestandteile ausgewiesen.
- ID: die Objekt-ID des Baudenkmales
- Bild: ein Bild des Baudenkmales, ggf. zusätzlich mit einem Link zu weiteren Fotos des Baudenkmals im Medienarchiv Wikimedia Commons. Wenn man auf das Kamerasymbol klickt, können Fotos zu Baudenkmalen aus dieser Liste hochgeladen werden:

Zurück zur Hauptliste
| Lage                                              | Bezeichnung       | Beschreibung | ID       | Bild |
| ------------------------------------------------- | ----------------- | --- | -------- | ---- |
| Schwiecheldtstraße 51° 54′ 21″ N, 10° 25′ 52″ O   | Straßenraum       | | 36592836 | BW   |
| Schwiecheldtstraße 3 51° 54′ 20″ N, 10° 25′ 52″ O | Wohnhaus          | | 36541524 | BW   |
| Schwiecheldtstraße 3 51° 54′ 20″ N, 10° 25′ 52″ O | Wohnhaus          | | 36529232 | BW   |
| Schwiecheldtstraße 4 51° 54′ 19″ N, 10° 25′ 53″ O | Wohnhaus          | | 36541581 |      |
| Schwiecheldtstraße 4 51° 54′ 19″ N, 10° 25′ 53″ O | Wohnanbau         | | 40287036 |      |
| Schwiecheldtstraße 5 51° 54′ 19″ N, 10° 25′ 54″ O | Wohnhaus          | | 36541607 |      |
| Schwiecheldtstraße 5 51° 54′ 19″ N, 10° 25′ 54″ O | Anbau             | | 40277617 |      |
| Schwiecheldtstraße 5 51° 54′ 19″ N, 10° 25′ 54″ O | Nebengebäude      | | 40277682 | BW   |
| Schwiecheldtstraße 6 51° 54′ 19″ N, 10° 25′ 54″ O | Wohnhaus          | | 36541634 |      |
| Schwiecheldtstraße 8 51° 54′ 19″ N, 10° 25′ 54″ O | Schwiecheldt-Haus | Langgestrecktes, traufständiges, dreigeschossiges Wohnhaus, Mischbauweise mit massivem verputzten EG, auskragende Fachwerkobergeschosse südwestlich mit Schieferbehang (Straßenfassade), rückwärtig mit Fächerrosetten und Spruchbändern in den Brüstungszonen, Satteldach mit 14 stehenden Gaupen, Schieferdeckung, errichtet 1577 (i) für die Familie v. Schwiecheldt. Südwestliche Traufseite mit Portal, Wappentafeln und Inschriftplatte. | 36541662 |      |
| Schwiecheldtstraße 8 51° 54′ 20″ N, 10° 25′ 53″ O | Hinterhaus        | | 36582024 | BW   |
| Schwiecheldtstraße 9 51° 54′ 22″ N, 10° 25′ 52″ O | Schule            | | 36592107 |      |